# Carlo Rambaldi
Carlo Rambaldi (15 de septiembre de 1925, Vigarano Mainarda - 10 de agosto de 2012, Lamezia Terme) fue un artista de efectos especiales italiano famoso por el diseño del personaje de la película de 1982 E.T., el extraterrestre y por los efectos de la cabeza mecánica de la criatura en la película Alien; por ambos trabajos ganó el Óscar.
Estudió en la Academia de Bellas Artes de Bolonia.
Rambaldi también trabajó en Profondo Rosso (1975), King Kong (1976), Close Encounters of the Third Kind (1977), Nightwing (1979), Possession (1981), Dune (1984), King Kong Lives (1986) y Cameron's Closet (1988). Además de los dos premios Óscar a los mejores efectos visuales, también ganó un tercer premio de la Academia al Logro Especial por los efectos visuales de  King Kong (1976) de John Guillermin.
Rambaldi falleció el 10 de agosto de 2012 en Lamezia Terme, Calabria, donde vivía desde hacía muchos años.

## Premios y distinciones
Premios Óscar
| Año  | Categoría                            | Película                  | Resultado |
| ---- | ------------------------------------ | ------------------------- | --------- |
| 1977 | Óscar a los mejores efectos visuales | King Kong                 | Ganador   |
| 1980 | Óscar a los mejores efectos visuales | Alien, el octavo pasajero | Ganador   |
| 1983 | Óscar a los mejores efectos visuales | 'E.T., el extraterrestre  | Ganador   |

- Premio Saturno
- Premio BAFTA (nominado)
- Premio David de Donatello
- Los Ángeles Film Critics Association Special
- Los Ángeles Italian Film Awards Outstanding Achievement Award
- Mystfest Special
- Premios Golden Raspberry (nominado)